# Junji Nishizawa
Junji Nishizawa (jap. 西澤 淳二 Nishizawa Junji; ur. 10 maja 1974) – japoński piłkarz występujący na pozycji obrońcy.

## Kariera klubowa
Od 1993 do 2008 roku występował w klubach Verdy Kawasaki, Shimizu S-Pulse, Kawasaki Frontale, Nagoya Grampus Eight, Kashima Antlers i Consadole Sapporo.